# ستيفان ميديم
ستيفان ميديم مواليد 2 أبريل 1960 في لوسرن، هو لاعب كرة مضرب سويسري سابق وكان يلعب باليد اليسرى. أعلى تصنيف له في الفردي كان المركز الـ 219 في سنة 1986. أعلى تصنيف له في الزوجي كان المركز الـ 144 في سنة 1986.

## النهائيات

### الزوجي: (2)
| الرقم | السنة | الدورة           | الأرضية | الشريك               | المنافس في النهائي           | النتيجة في النهائي |
| ----- | ----- | ---------------- | ------- | -------------------- | ---------------------------- | ------------------ |
| 1.    | 1985  | سالونيك، اليونان | صلبة    | سرينيفاسان فاسوديفان | بريان ليفين بيلي نيلون       | 6–3, 5–7, 6–3      |
| 2.    | 1988  | نيروبي، كينيا    | ترابية  | باد كوكس             | أوغو كلومبيني أوجستين مورينو | 7–6, 4–6, 6–4      |

## روابط خارجية
- ستيفان ميديم على موقع رابطة محترفي التنس (الإنجليزية)
- ستيفان ميديم على موقع الاتحاد الدولي لكرة المضرب (الإنجليزية)
- ستيفان ميديم على موقع خلاصة التنس.كوم (الإنجليزية)